# 박응규
박응규(朴應圭, 1959년 7월 8일~)는 대한민국의 교수이며 현재 아세아연합신학대학교에서 역사신학을 가르치고 은퇴하였다. 한국의 신학자로 한부선 박사에 관한 권위자이며, 개혁신학회 회장, 성경과 신학 그리고 개혁논총의 편집위원장을 역임하였고, 현재 한국기독교한림원 위원, 한국장로교 신학회 회장과 미국 웨스트민스터 신학교 한국동문회 회장을 맡고 있다. 옥한흠 목사에 관한 연구를 출판하였다.

## 생애
그는 미국장로·개혁교회사를 전공하면서 한국교회와의 연관성에 주목하며 종말론과 부흥운동, 그리고 선교역사에 지대한 관심을 갖고 있으며, 2006년에는 프린스턴 신학교에서 연구교수를 역임하였다. 저서로는 한국복음주의신학회 제 8회 신학자대상 수상작인 『가장 한국적인 미국 선교사, 한부선(Bruce F. Hunt) 평전』, Millennialism in the Korean Protestant Church, 역서로는 『부흥의 계절』, 『역사 속의 종말인식』, 『교리 속 종말론』, 『이성의 시대』 등이 있으며, 다수의 논문들을 집필하였다. 한국복음주의신학회 협동총무, 개혁신학회 회장을 역임하였고, 그리고 한국장로교신학회 부회장과 미국 웨스트민스터 신학교 한국동문회 회장으로 있다. 아내 김정희 오르가니스트와 남매 박성희와 박종준을 두고 있다.

## 학력
- 총신대학교 신학과(B.A.)

- 웨스트민스터 신학교(M. Div.)

- 웨스트민스터 신학교(Th.M.)

- 웨스트민스터 신학교(Ph.D.)

## 경력
- 프린스턴 신학교 연구교수

- 한국복음주의 신학회 학회지 성경과 신학 편집위원장(2019-2021년)

- 한국장로교신학회 부회장(2018년- )

- 개혁신학회 부회장(2018년- )
- 아세아연합신학대학교 ACTS신학연구소 소장
- 한국웨스트민스터신학교 동문회 회장 2024년 12월 -

## 저서

### 국내저서
1. 『옥한흠 목사의 설교 세계 (한국 교회를 깨운)』 CLC, 2017.

1. 『한부선 평전 (가장 한국적인 미국 선교사) 』 그리심, 2004.

### 외국저서
1. Millennialism in the Korean Protestant Church (Asian Thought and Culture) Peter Lang: 2005

## 역서
1. 부흥의 계절 (미국의 전도와 부흥운동 역사) 키드 하드먼 저, 기독교문서선교회, 2014

## 수상
- 한국복음주의신학회 제 8회 신학자대상 수상

## 같이 보기
- 한부선
- 웨스트민스터 신학교
- 아세아연합신학대학교
- 개혁신학회
- 한국복음주의신학회
- 한국장로교신학회

- 한국개혁신학회

- 종교개혁500주년기념일

- 요한칼빈탄생500주년기념사업회

- 한국성경신학회

- 한국의 신학자 목록

- 개혁신학자

- 안명준

- 이은선

- 강경림